# Tchitalichté
Le Tchitalichté (en bulgare : Читалище ; pluriel Читалища - tchitalichta) est une institution publique propre à la Bulgarie qui remplit des fonctions éducatives, culturelles et artistiques. Le terme signifie, littéralement, « lieu de lecture ».

## Historique
Le tchitalichté est un lieu et institution publics qui apparaît dans les régions bulgarophones de l'Empire ottoman, au début de la troisième période de la Renaissance nationale bulgare. Les premiers tchitalichta font leur apparition en 1856 à Svichtov, Lom et Choumen. Leur activité est surtout axée autour de la renaissance d'une conscience bulgare, la redécouverte de l'histoire nationale, la littérature et le théâtre, la diffusion des idées indépendantistes. Grâce à la volonté et au sentiment national de l'élite aisée et éclairée bulgare, qui était peu nombreuse à l'époque, leur nombre passe rapidement à plus de 130 à la veille de la restauration d'un État bulgare. Ils continuent à se développer après celle-ci (1878) dans une perspective d'appui à la diffusion de la conscience et de la culture nationales, d'éducation et d'accès au savoir.
Dans la première moitié du XXe siècle, leurs activités s'élargissent à d'autres activités liées à la culture et à l'art.
Sous le régime communiste se développent, dans les zones urbaines, des institutions concurrentes - maisons de la culture, maisons des jeunes - d'inspiration soviétique et financées directement par les entreprises d'État et les institutions publiques. Bien qu'elles relèguent les tchitalichta à un rôle secondaire, ceux-ci survivent grâce à leur implantation historique et à l'absence d'institutions concurrentes dans les zones rurales.

## Les tchitalichta actuels
Le nombre de tchitalichta bulgares - dans le pays et à l'étranger, était de 3417 en 2009. Ils disposent, habituellement, de :
- une bibliothèque
- écoles d'amateurs ou des clubs thématiques liées à :
  - la culture (écriture, lecture, lecture publique, théâtre) ;
  - aux arts (musique, danse, peinture, sculpture) ;
  - à l'apprentissage des langues étrangères ;
  - aux sports ;
- lieux d'information et de débat publics liés aux actualités locales et aux fêtes ;
- lieux d'organisation de conférences et de réunions municipales.

Dans les grandes villes, ils disposent également d'orchestres symphoniques ou d'instruments à vent, alors que dans les plus petites villes il s'agit plutôt de petits groupes de musique classique.
À compter des années 1990, certains tchitalichta servent aussi de cinémas, de lieux de réunions sociales ou politiques ou pour personnes âgées.

## Galerie

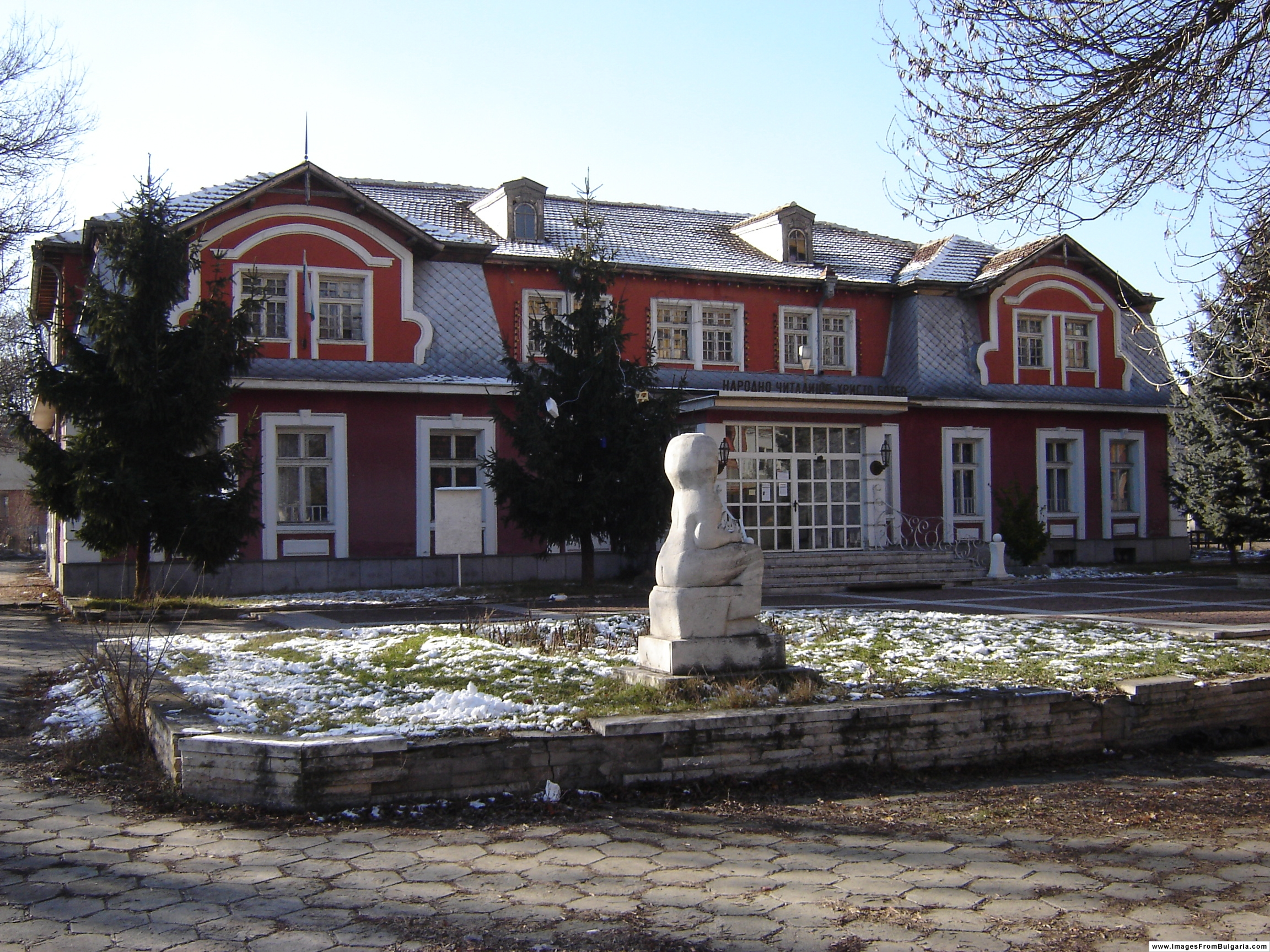
Tchitalichté traditionnel à Bozhurishte
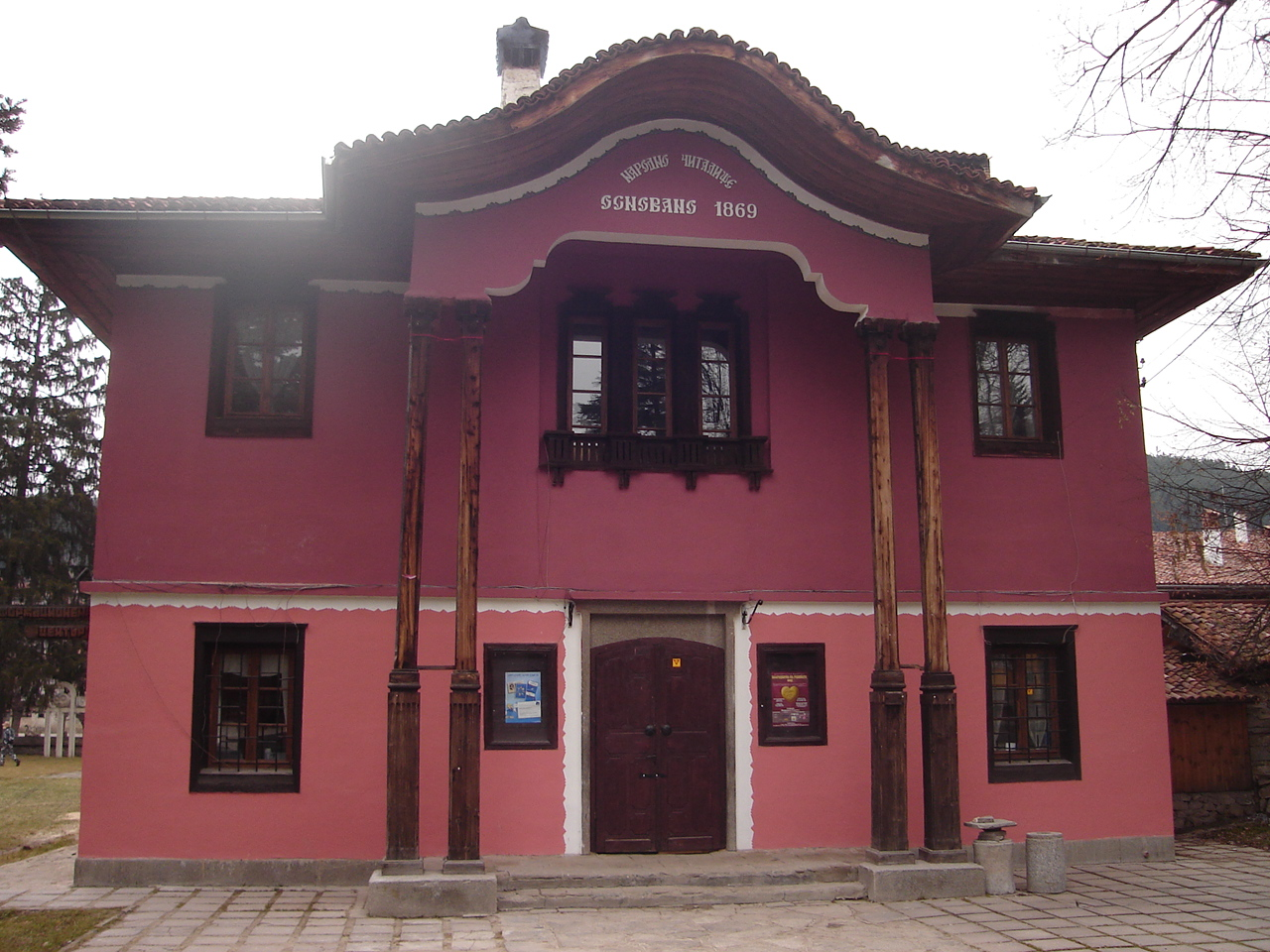
Tchitalichté de Koprivshtitsa (1869)
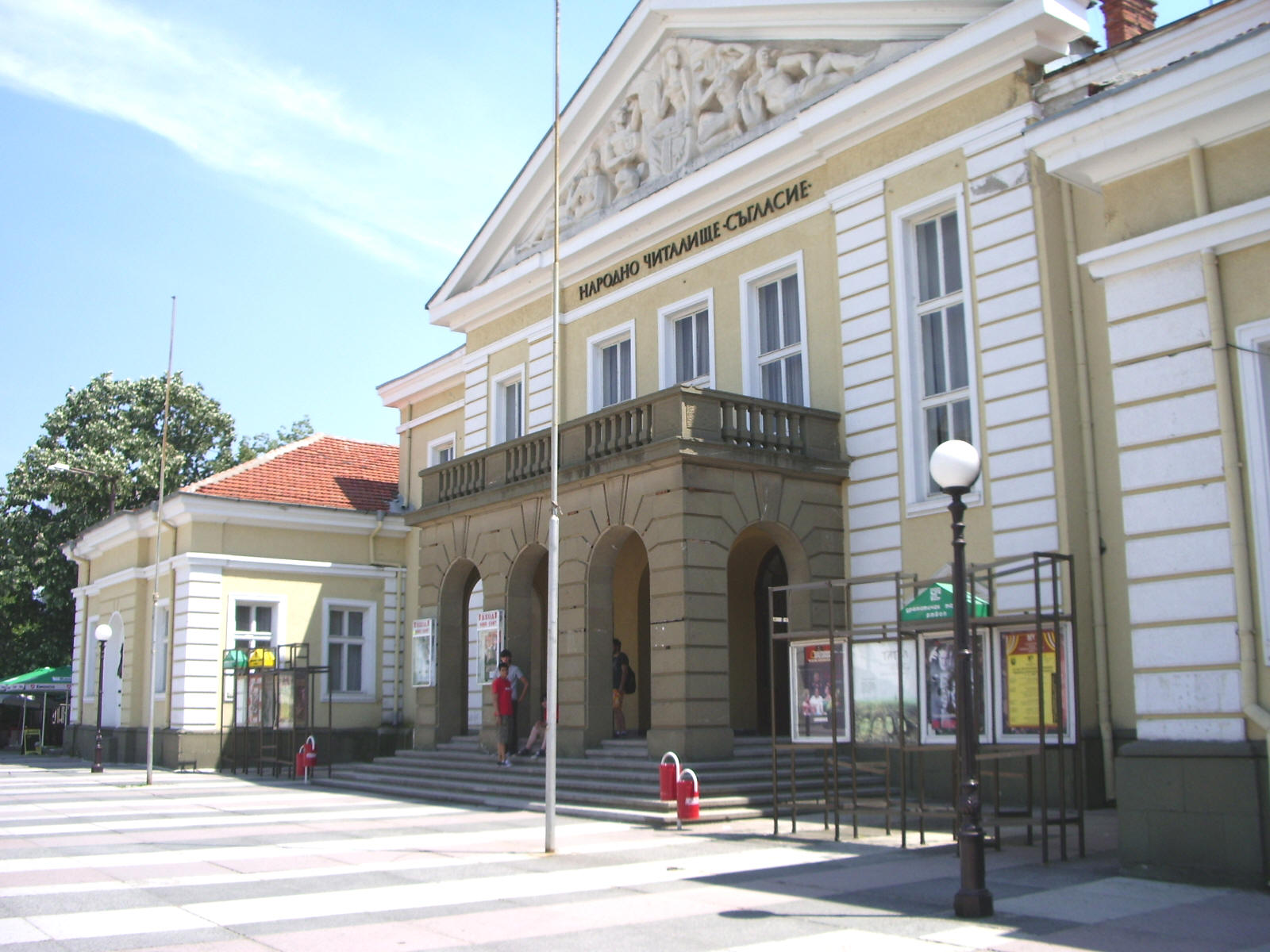
Le tchitalichté à Yambol
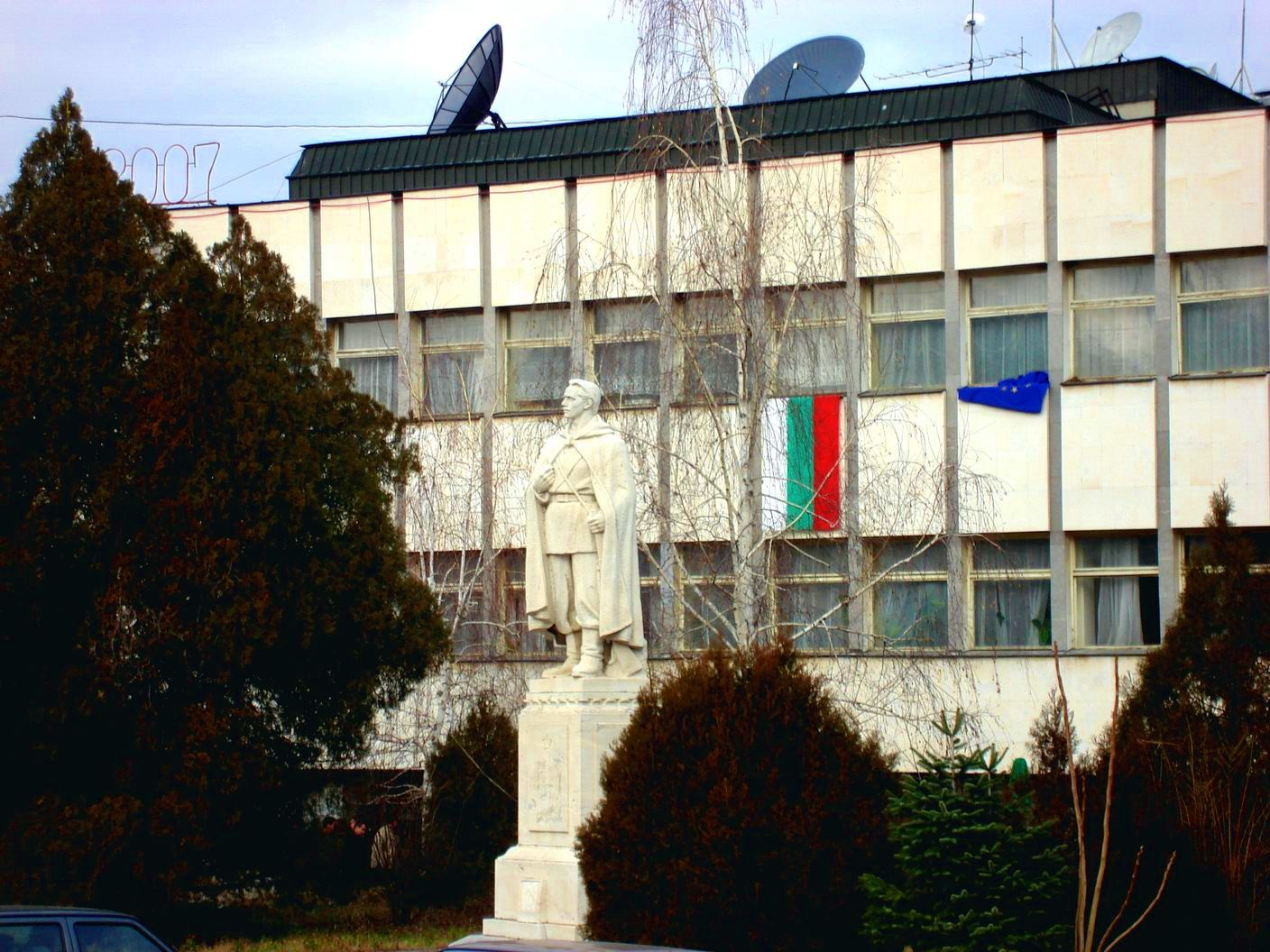
Tchitalichté moderne à Topolovgrad